# Raffo

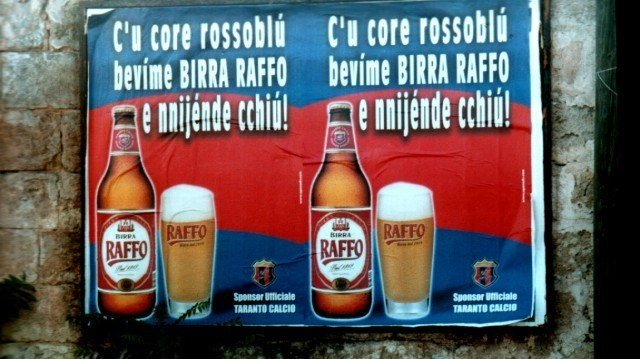
Affiche publicitaire en tarentin

Raffo est une brasserie italienne créée en 1919 à Tarente, dans les Pouilles.

## Historique
La brasserie a produit de la bière de 1919 à 1987. En 1961, la marque a été rachetée par le groupe Peroni. La production est transférée à Bari en 1987.
En 2008, le graphisme de l’étiquette a été revu : utilisation du bleu et du rouge pour la devise de la bière (Birra dei due mari : « Bière des deux mers ») et présence de Taras, symbole de Tarante, sur l’étiquette.

## Sources
- (it) Cet article est partiellement ou en totalité issu de l’article de Wikipédia en italien intitulé « Birra Raffo » (voir la liste des auteurs).